# Amplificatore meccanico
L'amplificatore meccanico, chiamato comunemente anche booster, trasmette la vibrazione meccanica del trasduttore al sonotrodo trasformando l'ampiezza. Si ha quindi un aumento della vibrazione proporzionale al rapporto di trasformazione del booster stesso.
In genere il booster svolge anche la funzione di sostenere il gruppo vibrante. Attraverso apposita ghiera, viene fissato sulla saldatrice.
Si deve tener presente che rapporti di amplificazione eccessivi provocano, di solito, problemi nel gruppo vibrante.
Generalmente il booster è costruito in alluminio. Per usi particolarmente gravosi o per cambi di sonotrodi frequenti, è preferibile utilizzare il titanio.